# Dimeria solitaria
Dimeria solitaria är en gräsart som beskrevs av Keng f. och Ya Ling Yang. Dimeria solitaria ingår i släktet Dimeria och familjen gräs. Inga underarter finns listade i Catalogue of Life.